# قصيرات العمر (حشرات)
قصيرات العمر أو إفيميريدا اليوميات هي عائلة من ذباب مايو لها أكثر من 150 نوع منتشر حول العالم باستثناء منطقتي أستراليا وأوقيانوسيا.